# 華盛頓縣 (佛羅里達州)
華盛頓縣（英語：Washington County）是美國佛羅里達州西北部的一個縣。面積1,595平方公里。根據美國2000年人口普查，共有人口20,973。縣治奇普利。
成立於1825年12月9日，縣名紀念首任總統喬治·華盛頓。本縣是一個禁酒縣。